# Quadrilateral metodista

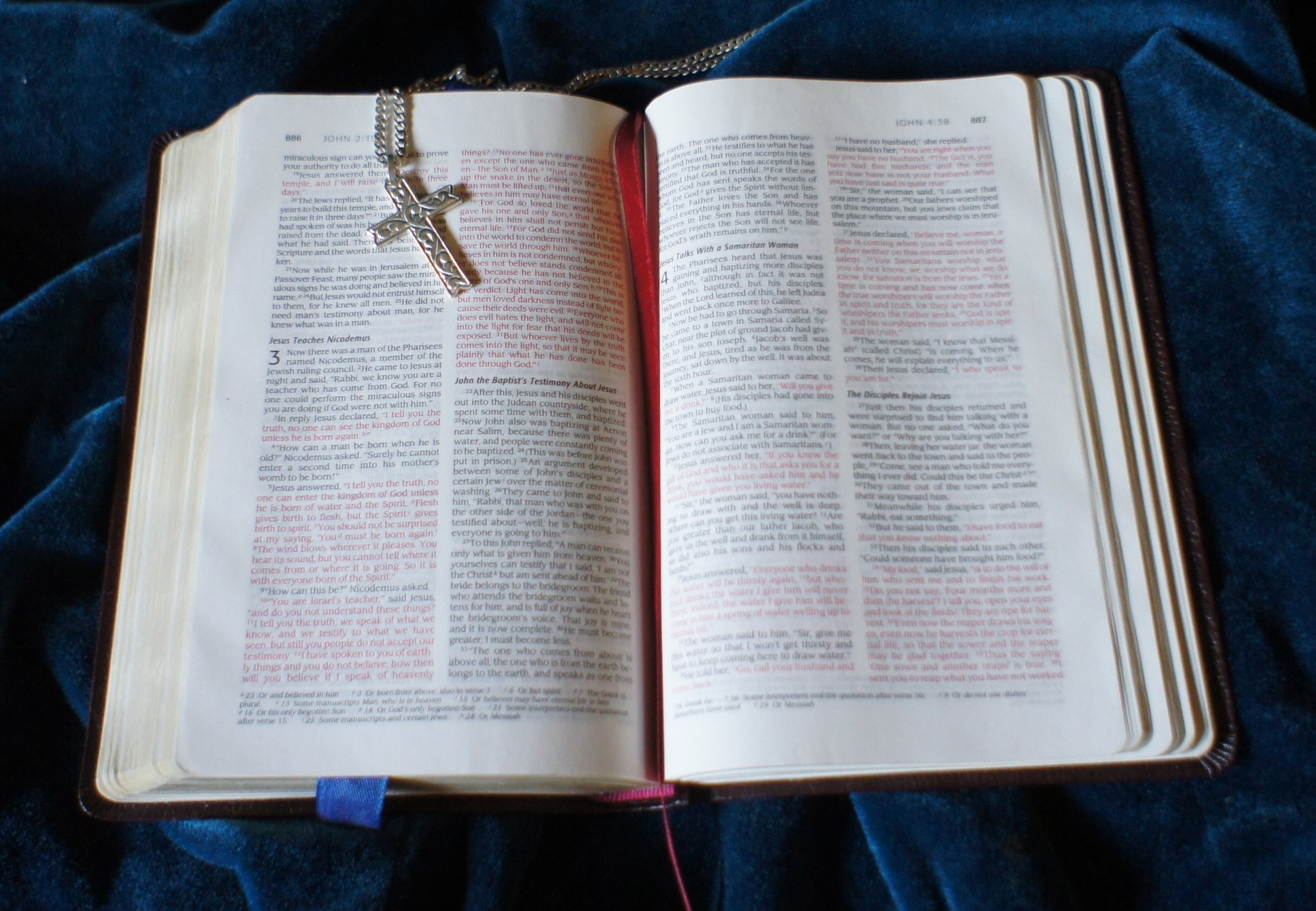
La Biblia o Escritura és la font primària de l'autoritat teològica de la Quadriteral.

La Quadrilateral metodista o Quadrilateral Wesleyan és una metodologia per a la reflexió teològica que s'acredita a John Wesley, líder del moviment metodista a la fi del segle xviii. El terme mateix va ser encunyat per l'acadèmic metodista dels Estats Units del segle xx, Albert C. Outler.
Aquest mètode va basar el seu ensenyament en quatre fonts com a base del desenvolupament teològic i doctrinal. Aquestes quatre fonts són l'escriptura, la tradició, la raó i l'experiència cristiana.

## Descripció
En examinar el treball de Wesley, Outler va teoritzar que Wesley va utilitzar quatre fonts diferents per arribar a conclusions teològiques. Wesley va creure, en primer lloc, que el nucli viu de la fe cristiana es va revelar en «l'escriptura» o Bíblia com l'única font fundacional. La posició central de l'escriptura era tan important per a Wesley que es va nomenar a si mateix «un home d'un llibre». Tanmateix, la doctrina havia d'estar d'acord en la «tradició ortodoxa cristiana". Així, la tradició es va convertir des del seu punt de vista en el segon aspecte de l'anomenat Quadrilàteral. A més a més, creient, com ell, que la fe és més que merament un reconeixement d'idees, Wesley com a teòleg pràctic, va sostenir que una part de la veritat es vivificaria en l'experiència personal dels cristians —en general, no individualment—, si fos realment veritat, i tota doctrina ha d'ésser capaç d'ésser defensada «racionalment», no es pot divorciar la fe de la raó. La tradició, l'experiència i la raó, tanmateix, estan subjectes sempre a la Escritura, que és primària.
Cadascuna «de les potes» del quadrilàter wesleyano ha de ser presa en equilibri, i cap de les altres tres a part de les Escriptures ha de ser vista com d'igual valor o autoritat amb les Escriptures. Cap d'aquestes ha de ser presa aïlladament sense l'efecte d'equilibri de les altres, i sempre l'Escriptura ha de tenir el lloc central de l'autoritat.

## Aplicació
En la pràctica, almenys una denominació cristiana basada en l'ensenyament de Wesley, l'Església Metodista Unida, afirma que: «Wesley creia que el nucli viu de la Fe cristiana es revelava en l'Escriptura, il·luminada per la tradició, vivificada en l'experiència personal i confirmada per L'Escriptura, tanmateix primària, revelant la Paraula de Déu en la mida en la qual és necessària per a la nostra salvació».
Wesley veia les seves quatre fonts d'autoritat no solament com prescriptives de com havien de formar la seva teologia, sinó també com descriptives de com quasi qualsevol persona forma la teologia. Com a observador astut del comportament humà i pragmàtic, l'aproximació de Wesley al quadrilàter va ser sens dubte fenomenològica, descrivint d'una manera pràctica com les coses realment funcionen en l'experiència humana real. Així, quan Wesley parla de «Tradició», no es refereix simplement a l'antiga Tradició de l'Església i als escrits dels grans teòlegs i Pares de l'Església dels dies passats, sinó també de les influències teològiques immediates i actuals que contribueixen a la comprensió de Déu i de la teologia cristiana. La «tradició» pot incloure influències com ara les creences, els valors i la instrucció de la família i de l'educació. També pot incloure les diverses creences i valors que un troba i que tenen un efecte en la comprensió de l'Escriptura.
En la comprensió metodista unida, tant els laics com el clericat participen en «la nostra tasca teològica». La tasca teològica és l'esforç continu de viure com a cristians enmig de les complexitats d'un món secular. El quadrilàter de Wesley fa referència en el metodisme com «les nostres directrius teològiques» i se li ensenya els seus pastors en el seminari com el mètode fonamental per a la interpretació de les Escriptures i obtenir una guia per a les qüestions morals i dilemes que afronten en la vida diària.